# 尼科美德三世
尼科美德三世（施惠者）（希臘語：Νικομήδης Εὐεργέτης ），比提尼亞王國國王，是尼科美德二世與不知名的妻子所生。統治期間約在前127年－約前94年。
尼科美德三世與第一任王后妮薩有兩個兒子尼科美德四世和蘇格拉底·刻瑞斯督斯，有一位女兒也叫妮薩，日後羅馬政治家凱撒曾因與尼科美德三世的友誼而幫他女兒妮薩辯護過 。
尼科美德三世在一段時期把帕夫拉戈尼亚納為自己統治之下，又為了法理上能統領卡帕多細亞與阿里阿拉特六世的遺孀勞迪絲結婚，當時勞迪絲擔憂本都國王米特里達梯六世會占領卡帕多細亞而向他求助。後來勞迪絲的兩個兒子阿里阿拉特七世和阿里阿拉特八世相繼去世，尼科美德三世和勞迪絲便謊造有一位卡帕多細亞合法的王位繼承人，向羅馬訴請，讓這位假王子登上卡帕多細亞王位，但這個計畫被揭穿。羅馬人拒絕尼科美德三世的請求，並要他放棄有關卡帕多細亞王位的繼承權，還命令他放棄帕夫拉戈尼亚。
比提尼亞王位由其子尼科美德四世繼承。